# Resolución 131 del Consejo de Seguridad de las Naciones Unidas
La resolución 131 del Consejo de Seguridad de las Naciones Unidas fue aprobada el 9 de diciembre de 1958, tras haber examinado la petición de incorporación a las Naciones Unidas de la República de Guinea. En esta resolución, el Consejo recomendó a la Asamblea General la aceptación de Guinea como miembro.
La resolución fue aprobada por diez votos con la abstención de Francia.